# Anna Tavano
Anna Françoise Tavano (La Garenne-Colombes, 5 ottobre 1948 – Suresnes, 18 dicembre 2012) è stata un'atleta paralimpica francese.

## Biografia
Anna Tavano ha ottenuto la sua unica medaglia paralimpica ai Giochi paralimpici di Sydney 2000, in cui vinse la medaglia d'argento nella gara dei 1500 metri piani categoria T52.

## Palmarès
| Anno | Manifestazione      | Sede   | Evento           | Risultato | Prestazione | Note |
| ---- | ------------------- | ------ | ---------------- | --------- | ----------- | ---- |
| 2000 | Giochi paralimpici  | Sydney | 1500 m piani T52 | Bronzo    | 5'21"79     |      |
| 2003 | Europei paralimpici | Assen  | 200 m piani T52  | Bronzo    | 46"41       |      |
| 2003 | Europei paralimpici | Assen  | 400 m piani T52  | Argento   | 1'36"47     |      |